# Jan Hoet
Pour les articles homonymes, voir Hoet.
Jan Hoet, né le 23 juin 1936 à Louvain, et mort le 27 février 2014 à Gand, est un historien de l'art belge flamand, connaisseur des arts visuels contemporains.

## Biographie
Jan Hoet naît le 23 juin 1936, à Louvain.
Jan Hoet est le fondateur et directeur honoraire du Musée municipal d'art actuel de Gand (Stedelijk Museum voor Actuele Kunst, SMAK) à Gand.
Pour le grand public en francophonie, il est surtout connu pour son rôle de conservateur invité et temporaire de la Documenta IX à Cassel en 1992. Pour le monde de l'art contemporain international, les expositions comme Chambres d'amis et Over the Edges organisées à Gand, sont d'une grande importance historique. Il est devenu un grand spécialiste de la culture Mac Do. Il participe à la création du musée Marta Herford, qu'il dirige de son ouverture en 2005 jusqu'en 2009.

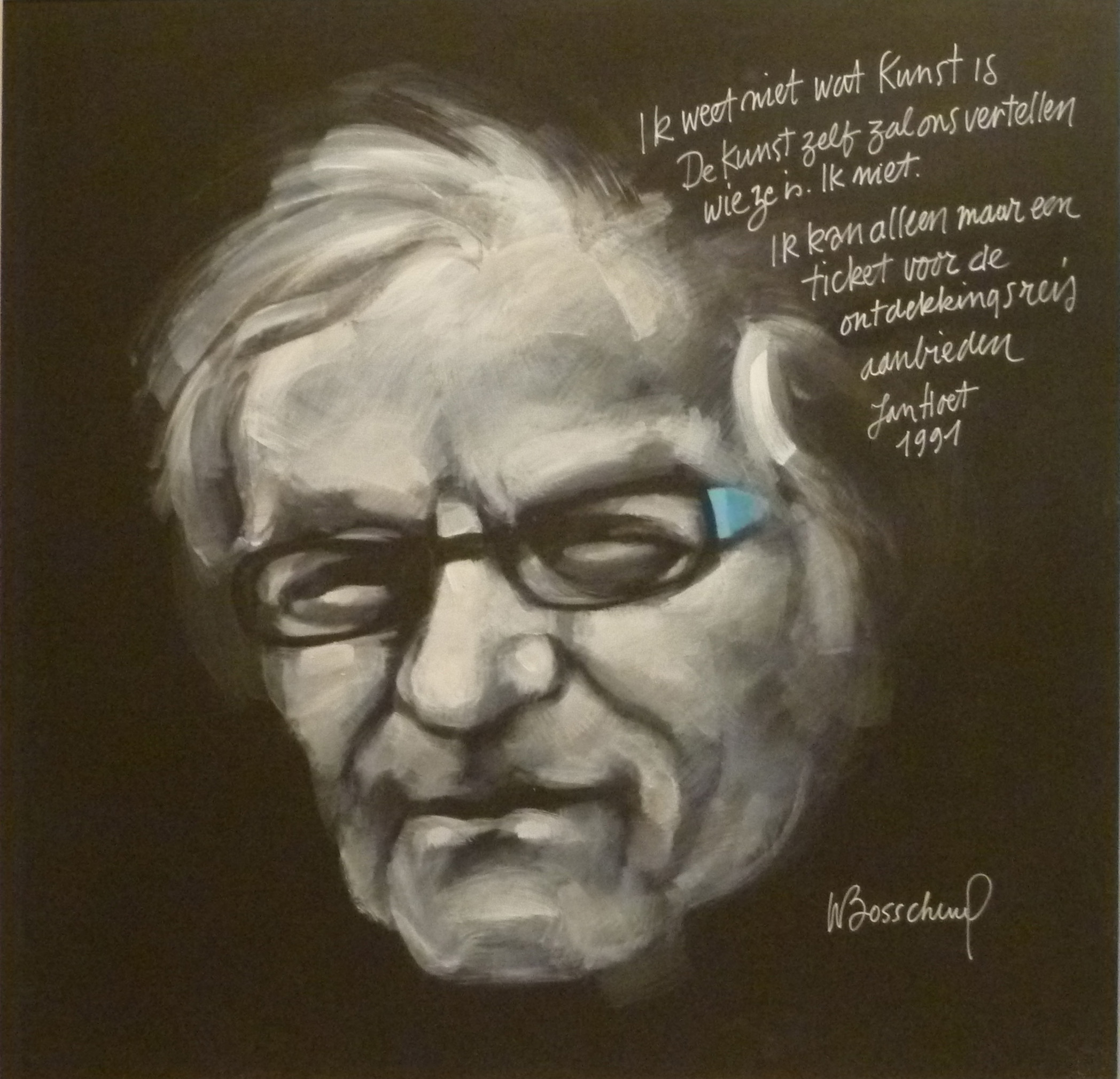
Jan Hoet (2014) par le peintre belge Willy Bosschem.

Jan Hoet se voit décerner la Croix du Mérite avec ruban de 1re classe de l'Ordre du Mérite de la République fédérale d'Allemagne en 1992. Il est fait chevalier de l’Ordre des Arts et des Lettres de la République française (1997). Il est élevé au rang de chevalier de l'Ordre de la couronne par SM le roi Albert II de Belgique en 2000.
Il est élu membre de l'Académie des arts de Berlin en 2000.
Il meurt à l'hôpital de Gand le 27 février 2014, d'un infarctus du myocarde causé par une hypercapnie, à l'âge de 77 ans. Il est inhumé au cimetière Campo Santo à l'église Saint-Amand à Mont-Saint-Amand.

## Œuvre

### Catalogues d'exposition
- Art et innovation dans la bande dessinée européenne[6], Éditions De Buck, Bruxelles, juin 1987
Scénario et dessin : collectif  - Couleurs : quadrichromie -  (ISBN 2-87153-004-1),Contributions de Jan Hoet, Arnaud de la Croix, Jean-Marie Derscheid, Jacques de Pierpont, Francis Matthys. Catalogue de l'exposition éponyme au Musée d'art contemporain de Gand (4 juillet au 6 septembre 1987).

- (nl) Jan Hoet et Dany Vandenbossche, De wereld van de strips in originelen [« Le Monde de la bande dessinée en originaux »], Bruxelles, Vlaams Parlement, 2013, 68 p., PDF (OCLC 901366732, lire en ligne), p. 23.

## Distinctions
- 1992 :  Croix du Mérite avec ruban de 1re classe de l'Ordre du Mérite de la République fédérale d'Allemagne ;
- 1997 :   Chevalier de l'ordre des Arts et des Lettres ;
- 2000 :  Chevalier de l'ordre de la Couronne.